# 巴里のアメリカ人

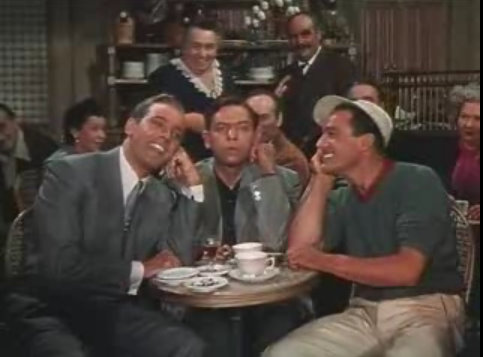
左からジョルジュ・ゲタリ、オスカー・レヴァント、ジーン・ケリー(予告編から)

『巴里のアメリカ人』（パリのアメリカじん、英語: An American In Paris）は、1951年公開のミュージカル映画。第24回アカデミー賞で8部門にノミネートされ、作品賞をはじめ最多6部門を受賞した。

## 概要
主演はジーン・ケリーとレスリー・キャロンで、監督はヴィンセント・ミネリ、製作・配給はメトロ・ゴールドウィン・メイヤー。パリを舞台として、アメリカ人の画家とフランス人の女性の恋を描く。『雨に唄えば』とともに、ジーン・ケリーが主演するミュージカル映画の傑作とされ、その後アメリカ国立フィルム登録簿に保存されている。
映画で使われる音楽はすべてジョージ・ガーシュウィンの作曲、その兄アイラ・ガーシュウィンの作詞によるもの。「アイ・ガット・リズム」「ス・ワンダフル」「わが愛はここに」(以上ジェリーの歌とダンス)、「天国への階段 (ガーシュウィン)」(アンリのソロ)などのナンバーが唄われる。また、アダムの夢想シーンでピアノ協奏曲「ヘ調の協奏曲」が演奏される。クライマックスには、ケリーとキャロンがガーシュウィンの楽曲『パリのアメリカ人』をバックに踊る18分間のダンスシーンがある。

## あらすじ
ジェリーはパリで画家として生計を立てようとしているアメリカ人。
ジェリーと同じアパートに住む友人のアダムはピアニストで、有名な歌手アンリの知り合いである。
金持ちのミロは若い芸術家を援助するのが趣味で、ジェリーのスポンサーになろうとするが、ジェリーは酒場で見かけたリズに恋してしまう。
ジェリーとリズは恋仲になるが、アンリはリズと結婚しようとしていた。

## キャスト
| 役名     | 俳優                         | 日本語吹替 | 日本語吹替   | 日本語吹替 |
| 役名     | 俳優                         | TBS版      | テレビ朝日版 | PDDVD版    |
| -------- | ---------------------------- | ---------- | ------------ | ---------- |
| ジェリー | ジーン・ケリー               | 江守徹     | 野島昭生     | 佐久田修   |
| リズ     | レスリー・キャロン           | 神保共子   | 土井美加     | 湯屋敦子   |
| アダム   | オスカー・レヴァント         | 村越伊知郎 | 石森達幸     | 御園行洋   |
| アンリ   | ジョルジュ・ゲタリ           | 仲村秀生   | 納谷六朗     | 新垣樽助   |
| ミロ     | ニナ・フォック               | 藤波京子   | 北浜晴子     | 中神亜紀   |
| ダンサー | The American In Paris Ballet | -          | -            | -          |

- TBS版：初回放送1973年5月14日『月曜ロードショー』
- テレビ朝日版：初回放送1985年6月28日『傑作洋画劇場』
- PDDVD版
  - その他声の出演：上田陽司、三浦潤也、橘凛、織間雅之、峰松希匡、森谷恵利、武田華、氷室衣鈴歌
  - 演出：大前剛、翻訳：中村佳寿代、調整：遠西勝三、録音：山田明寛、音響効果：恵比須弘和／赤澤勇二、録音スタジオ：ビーライン、制作：ミック・エンターテイメント

## スタッフ
- 監督：ヴィンセント・ミネリ
- 製作：アーサー・フリード
- 脚本：アラン・ジェイ・ラーナー
- 作詞：アイラ・ガーシュウィン
- 作曲：ジョージ・ガーシュウィン
- 音楽監督：ジョニー・グリーン＆ソウル・チャップリン（英語版）
- 振付：ジーン・ケリー

- 日本語配給版字幕翻訳：菊地浩司

## 受賞
- 第24回アカデミー賞
  - アカデミー作品賞
  - アカデミー美術賞
  - アカデミー撮影賞
  - アカデミー衣装デザイン賞
  - アカデミー作曲賞（ミュージカル）
  - アカデミー脚本賞
  - アカデミー名誉賞 (ジーン・ケリーに対して：「俳優、歌手、監督、ダンサーとしての多芸さ、特に振り付けの芸での輝かしい功績」のためにを受けている。これは、ジーン・ケリーの唯一のオスカーとなった）

- ゴールデングローブ賞 作品賞 (ミュージカル・コメディ部門)

- ナショナル・ボード・オブ・レビュー：Top Ten Films 1951

- 全米脚本家組合賞 for Best Drama Written Directly for the Screen

- 1993年：National Film Preservation Board

### ノミネート
- アカデミー監督賞
- アカデミー編集賞
- ゴールデングローブ賞 監督賞
- ゴールデングローブ賞 主演男優賞 (ミュージカル・コメディ部門)

## 舞台
2005年にはバレエ版「An American in Paris」が上演された。
2014年12月にはパリ・シャトレ座の委託でミュージカル版「An American in Paris」が、クリストファー・ウィールドン振付・演出で初演され、2015年3月にはブロードウェイ公演もスタートして絶賛され、トニー賞12部門候補となり5部門を受賞した。大晦日のパーティで終わる内容にふさわしく2017年元旦にクローズするが、その後はロンドンに移り、ウェストエンド公演をスタートする。

### 日本での公演

#### 『巴里のアメリカ人』（OSK日本歌劇団）
映画をもとにしたミュージカル。
日程：2018年3月17日 - 25日
会場：大丸心斎橋劇場
演出・振付：上島雪夫
音楽：竹内一宏
出演：桐生麻耶（ジェリー）、真麻里都（アンリ）、華月奏（アダム）、城月れい（リズ）

#### 『パリのアメリカ人』（劇団四季）
2019年より劇団四季による日本でのミュージカル公演も開始。日本版のタイトルは『パリのアメリカ人』となる。
- 劇団四季上演スケジュール

2019年1月20日 - 3月8日：東急シアターオーブ（東京初演）
2019年3月19日 - 8月11日：KAAT 神奈川芸術劇場（横浜初演）
2019年9月1日 - 2020年1月5日：名古屋四季劇場（名古屋初演）
2020年2月22日 - 3月28日：京都劇場（京都初演）

#### 『An American in Paris（パリのアメリカ人）』（宝塚歌劇団）
雪組がパリで初演されたミュージカルを上演。
日程：2025年8月14日 - 9月4日（予定）
会場：御園座
潤色・日本語脚本：石田昌也
演出・上演台本：指田珠子 　　
出演：朝美絢（ジェリー）、瀬央ゆりあ（アンリ）、縣千（アダム）、音彩唯（リズ）